# Luigi Greco Cassia
Luigi Greco Cassia (Syracuse, 30 oktober 1815 – aldaar, 22 mei 1890) was een magistraat in het koninkrijk der Beide Siciliën en nadien in het eengemaakte koninkrijk Italië. Hij was parlementslid eerst in de Kamer van Afgevaardigden (1861-1882) en nadien was hij senator voor het leven (1882-1890) in de Italiaanse Senaat.

## Levensloop
Cassia groeide op in Syracuse ten tijde van het koninkrijk der Beide Siciliën. Hij behaalde het diploma rechtsgeleerdheid aan de universiteit van Palermo. Nadien ging Cassia in de magistratuur van Syracuse. Hij combineerde dit met werk als advocaat.
In 1860-1861 stortte het Bourbonregime in op de Beide Siciliën en ging Sicilië op in het koninkrijk Italië. Cassia won in Syracuse de eerste Italiaanse parlementsverkiezingen in 1861. Hij zetelde in de Kamer van Afgevaardigden vanaf 1861. In 1862 werd Cassia bevorderd tot raadsheer in het Hof van beroep van Syracuse.
In de Kamer zette Cassia zich in om de stad Syracuse terug hoofdstad te doen worden van de provincie Syracuse. Als gevolg van de anti-Bourbon opstand en de uitroeping van het afgescheurde en onafhankelijke Sicilië (1848-1849), had koning Ferdinand II nadien Syracuse gestraft. Sinds 1849 was Noto de provinciehoofdstad. Cassia en andere vooraanstaanden uit Syracuse wensten de bestraffing door het huis Bourbon ongedaan te maken. Het wetsvoorstel opgesteld door Cassia en gelijkgezinden in 1862 bleef drie jaar in de schuif liggen. In 1865 stemden Kamer en Senaat er dan toch mee in. De stad Syracuse was voortaan de hoofdstad van de provincie Syracuse.
In totaal bleef Cassia zeven legislaturen achtereenvolgend een verkozen Kamerlid. In 1882 benoemde koning Umberto I Cassia tot senator voor het leven, omwille van diens anciënniteit als Kamerlid. Tevens was Cassia vereerd met het ereteken van commandeur van de Orde van de Kroon.
Cassia was bekend als vrijmetselaar en was lid van de Grande Oriente d’Italia.

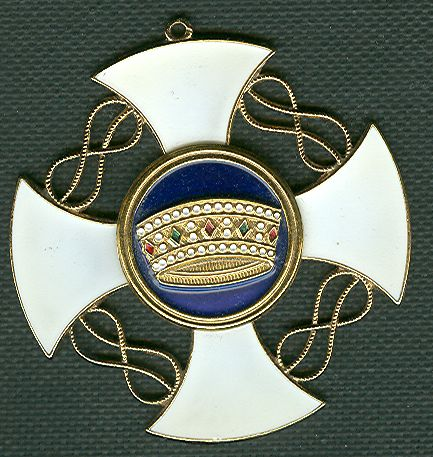
Commandeurskruis in de Orde van de Italiaanse Kroon.